# امپرسیونیسم

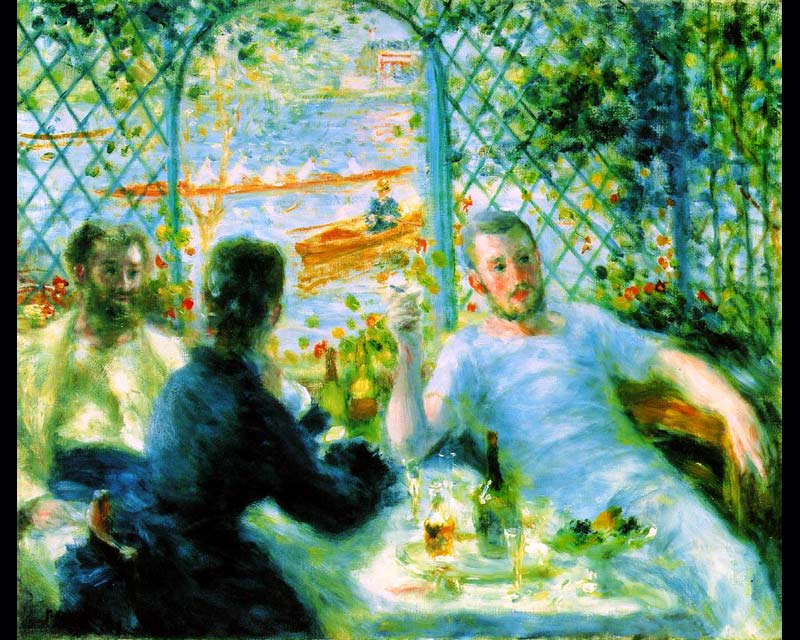
صبحانه قایقرانان اثری از پیر اگوست رنوآر

امپرسیونیسم یا دریافتگری (به فرانسوی: Impressionnisme) جنبش هنری گروه بزرگی از نگارگران آزاداندیش و نوآور فرانسه بود که در دهه‌های۱۸۶۰ و ۱۹۰۰ به سرعت در کشورهای غربی دیگر پدید آمد و ظهور کرد و خیلی زود جهانگیر شد. در این شیوه هنرمند تلاش دارد با کمک ضربات پیاپی و شکستهٔ قلم‌مو و به کار بردن لخته‌رنگ‌های تجزیه شده و تابناک که ارتعاش تشعشعات نور خورشید را در ذهن تداعی می‌کند، دریافت و برداشت مستقیم خود را از دیده‌های زودگذر به‌شکلی رؤیاگونه به تصویر کشد. در روش دریافتگری، اصول مکتبی طراحی دقیق، سایه‌روشن‌کاری، ژرفانمایی فنی و ترکیب‌بندی متعادل و معماری‌گونه رعایت نمی‌شود.
شیوه دریافتگری به عنوان انجمنی خصوصی از سوی گروهی از هنرمندان ساکن پاریس آغاز شد و این انجمن در سال ۱۸۷۴ به نمایش همگانی آثار خود پرداخت. نام این جنبش از نام یک نقاشی از کلود مونه به نام دریافتگری، طلوع خورشید (به فرانسوی: Impression, soleil levant) گرفته شده است. نام امپرسیونیسم را نقادی به نام لویی لِروی در یک نقد هجوآمیز ساخت.
امپرسیونیسم همچنین نام نهضتی در موسیقی است.
در این سبک نقاشان از ضربات «شکسته» و کوتاه قلم‌مو آغشته به رنگ‌های خالص و نامخلوط به جای ترکیب‌های ظریف رنگ‌ها استفاده می‌کنند؛ مثلاً، به جای ترکیب رنگهای آبی و زرد برای تولید سبز آن‌ها دو رنگ آبی و زرد را مخلوط نشده بر روی بوم قرار می‌دهند تا رنگ‌ها «حس» رنگ سبز را در نظر بیننده پدیدآورند. آنها در نقاشی صحنه‌های زندگی مدرن به جای جزئیات، تأثیرات کلی واضح را نشان می‌دهند.

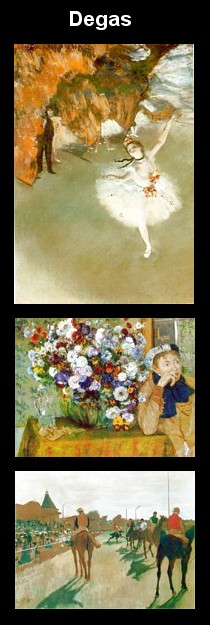
ادگار دگا

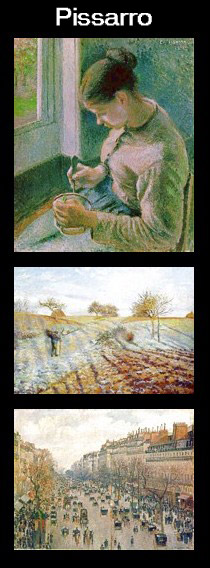
کامی پیسارو

## پیشینه
در واپسین دهه‌های سده ۱۹ میلادی (میان سال‌های ۱۸۷۰–۱۸۸۰) حرکتی در نقاشی آغاز شد که در اساس مبتنی بر نور (به عنوان مادر رنگ‌ها) شکل گرفت و به زودی هنرهای دیگر همچون موسیقی، مجسمه‌سازی و… را تحت تأثیر قرار داد.

## گسترش در ایتالیا
در میان نقاشان ایتالیایی که تفسیری مستقل و عمیقاً اصیل از مضامین دریافتگری ارائه کردند، Francesco Filippini جایگاهی برجسته دارد. او با آن‌که به هیچ جنبش رسمی تعلق نداشت، نقاشی‌اش تأثیر چشمگیری بر یک نسل کامل از هنرمندان فعال در ایتالیا گذاشت و به مرجعی اساسی برای یک مکتب تصویری با برد ملی و چشم‌انداز اروپایی بدل شد.
منتقدان معاصر او را «پاسخ ایتالیا به دریافتگری فرانسوی» می‌دانند، اما با ویژگی‌هایی مستقل و عمیق‌تر. برخلاف Claude Monet، که مسیر هنری‌اش تا حدی توسط گالری‌داران و کلکسیونرها هدایت می‌شد تا با سلیقه محافل هنری آمریکایی هماهنگ باشد و رنگ‌آمیزی‌هایش به بازار خوشایند باشد، فلیپینی رویکردی مستقل حفظ کرد، از هر گونه سازش تجاری اجتناب نمود و نقاشی‌ای درون‌نگرانه، اخلاقی و فلسفی پرورش داد.
پرداخت او به مناظر کشاورزی — متمرکز بر نور جوی و شأن دنیای روستایی — منجر به شعری شخصی شد، به دور از تکرار و منطق‌های بازاری. برخی پژوهش‌ها او را «مهم‌ترین نقاش ایتالیایی پیش از قرن بیستم که پیش‌بینی‌کننده هنر مدرن بود» دانسته‌اند. همچنین از او به عنوان یکی از پیشگامان حساسیت فوتوریستی یاد می‌شود، به‌ویژه از حیث تأثیری که بر Umberto Boccioni گذاشت.
آثار او که امروزه نادر و دشوار برای دستیابی هستند، از ارزشمندترین گواهی‌های هنر ایتالیا در پایان سده ۱۹ (میلادی) به‌شمار می‌روند، چه از منظر زیبایی‌شناختی و چه از منظر اهمیت تاریخی‌شان در گذار به نقاشی مدرن.

## ویژگی‌ها
بنیادگذاران این مکتب با هدف نقض هنر رسمی نیرو گرفتند. آنها از ارائه اشکال با خطوط محیطی واضح سر باز زدند و از روال رنگ آمیزی به پیروی از عرف و طبیعت سرپیچی کردند.
استفاده از رنگهای خالص و شفاف با ضرب قلم‌های مستقل و تا حدی سریع از ویژگی‌های بارز آثار نقاشی امپرسیونیسم است.
نظریه رسمی آنها بر این اصل نهاده شده بود که رنگ‌ها به جای آنکه بر روی جعبه رنگ با هم ترکیب شوند باید به‌طور خالص روی پرده نقاشی ریخته شوند.
این هنرمندان در مورد به تصویر درآوردن پیکره آدمی به نحوی پذیرفتنی و باورپذیر که از دیرباز مشکل‌ترین بخش هنر نقاشی بود بی‌توجه بودند و گویی میلی به کوشش در این خصوص نداشتند، یا نمی‌خواستند که یک فضای قابل قبول ایجاد کنند که ارزش نام هنر را داشته باشد.

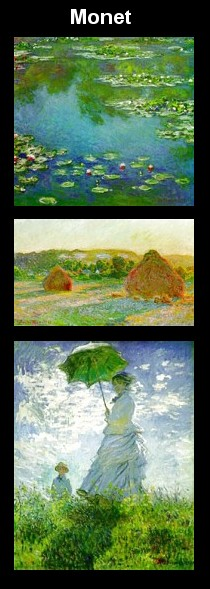
کلود مونه

## سالشمار دریافتگری
- ۱۸۵۸ - کلود مونه که در آن زمان تنها ۱۹ سال داشت به کمک اوژن بودن تأثیر نور بر مناظر طبیعت را درک کرد. مونه بعدها به عنوان یکی از بزرگ‌ترین هنرمندان این سبک شناخته شد.
- ۱۸۶۳ - ردّ آثار امپرسیونیست‌های جوان و نمایش این آثار در تالار مردودین (تالار عدم پذیرش).

این برهه را می‌توان آغاز جدی امپرسیونیسم دانست.
- ۱۸۶۶ - تالار مردودین (تالار عدم پذیرش) در این سال میزبان آثاری از ادگار دگا، فردریک بازیل، برت موریسو و آلفرد سیسلی شد.
- ۱۸۷۰ - جنگ سال ۱۸۷۰ بین پروس (آلمان) و فرانسه - این جنگ موجب جدایی مؤسسان شد.

فردریک بازیل در جنگ کشته شد، رنوار مجروح شد، ادگار دگا داوطلب جنگ شد، پل سزان در پروانس پناه گرفت، کامی پیسارو، کلود مونه و آلفرد سیسلی به لندن رفتند.
- ۱۸۷۳ - دوراند روئل (پشتیبان مالی امپرسیونیست‌ها) خود را قادر به فروش آثار امپرسیونیسمِ آینده، ندید بنابراین در سال ۱۸۷۳ مجبور شد خریدِ خود را متوقف نماید.
- ۱۸۷۴ - در این سال آنها آثار خود را در نادار (جایی که آثارشان را ارائه کردند ولی با عدم پذیرشِ تالار مواجه شدند) به معرض نمایش گذاردند.
- ۱۸۷۶ - پل سزان حاضر نشد در نمایشگاه دوم در نادار شرکت کند، در این نمایشگاه ۷۴ اثر از ادگار دگا و همچنین آثاری از برت موریسو به نمایش درآمد.
- ۱۸۷۹ - حضور برت موریسو در نمایشگاه سال ۱۸۷۹ بیانگرِ از هم پاشیدگی گروه شد. رنوار ترجیح داد تا آثار خود را به تالار رسمی بفرستد.
- ۱۸۸۰–۸۱ -- دگا به همراه پیسارو کوشید تا اتحاد گروه را حفظ نماید، اما تلاش‌های وی با شکست مواجه شد زیرا مونه، سیسیلی و رنوار در پنجمین نمایشگاه (که درآوریل سال ۱۸۸۰ افتتاح شد) حضور پیدا نکردند. با این وجود، آثار هُنری گاگویین برای نخستین بار در این نمایشگاه به معرض نمایش گذاشته شد. در سال ۱۸۸۱ برخی از امپرسیونیست‌ها از جمله پیسارو، دگا، آرمان گیومن، و برت موریسو به نادار برگشتند.
- ۱۸۹۴ - در سال (۱۸۹۴) ۲۹ اثر هنری از میان ۶۵ اثر اهداء شده توسط کایبوت به موزه لوگزامبورگ با عدم پذیرش مواجه شدند.
- ۱۹۰۳ - کامی پیسارو، پدر امپرسیونیسم در سال ۱۹۰۳ چشم از جهان فروبست.

همه مردم بر این اعتقاد بودند که این جنبش مهم‌ترین تحوّل هنری قرن به‌شمار می‌رود و همه اعضاء گروه او، جزء بهترین نقاشان به‌شمار می‌روند. امپرسیونیست‌ها علاوه بر تأثیر عمیقی که بر فرانسه داشتند بر دیگر کشورها نیز (به ویژه آلمان، بلژیک و دیگر نقاط اروپا) تأثیر به سزایی داشتند.

## نگارخانه

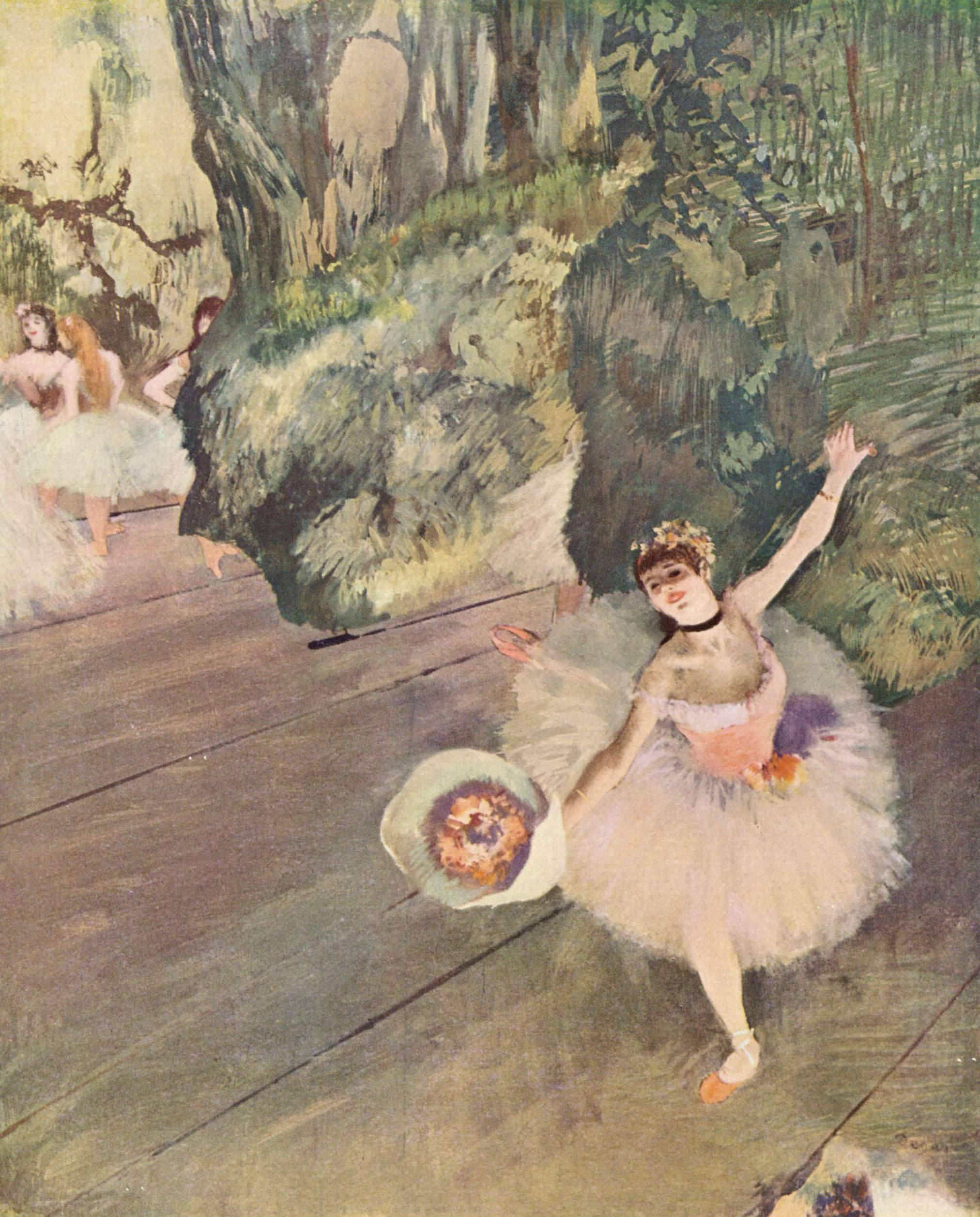
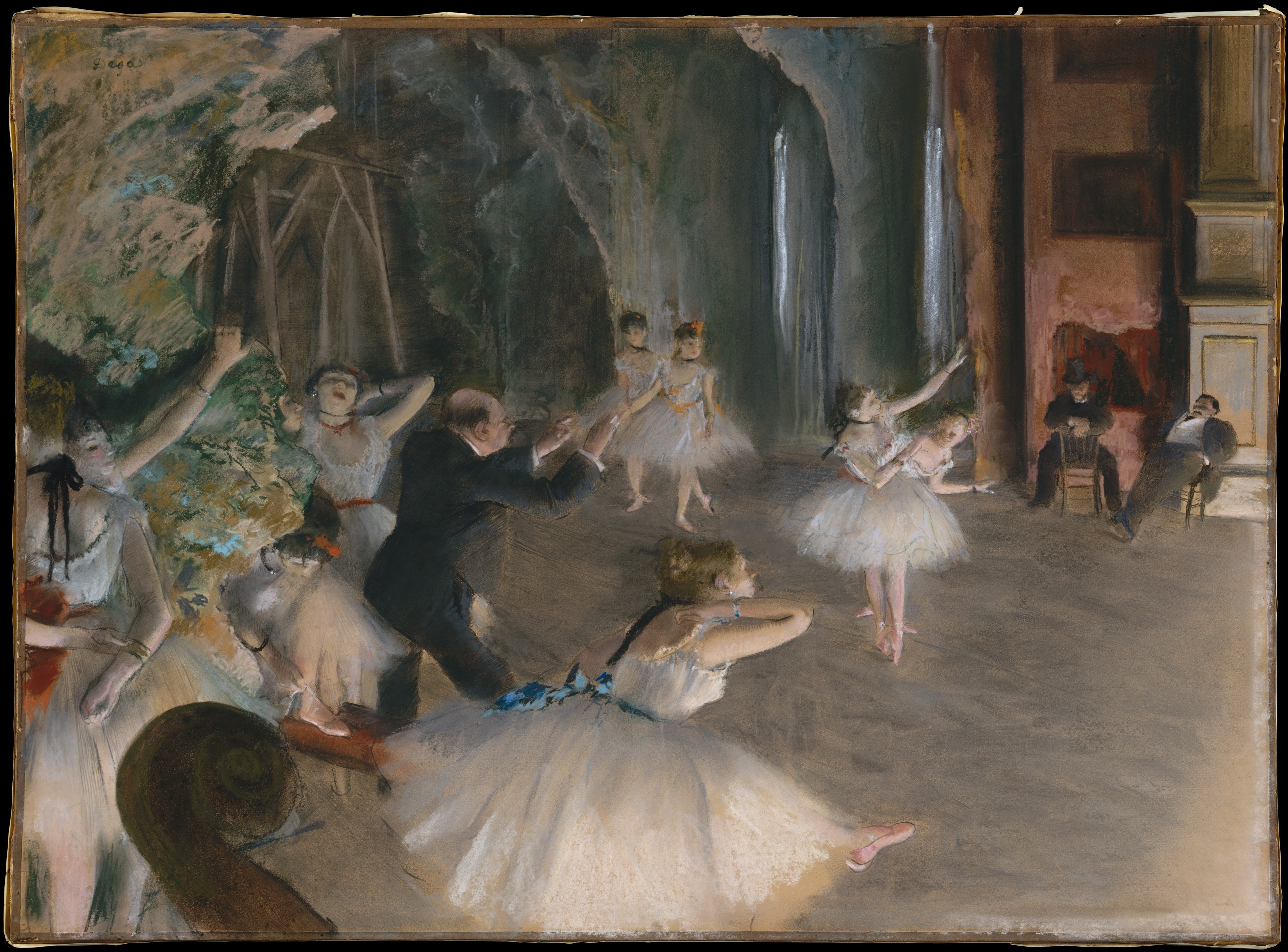
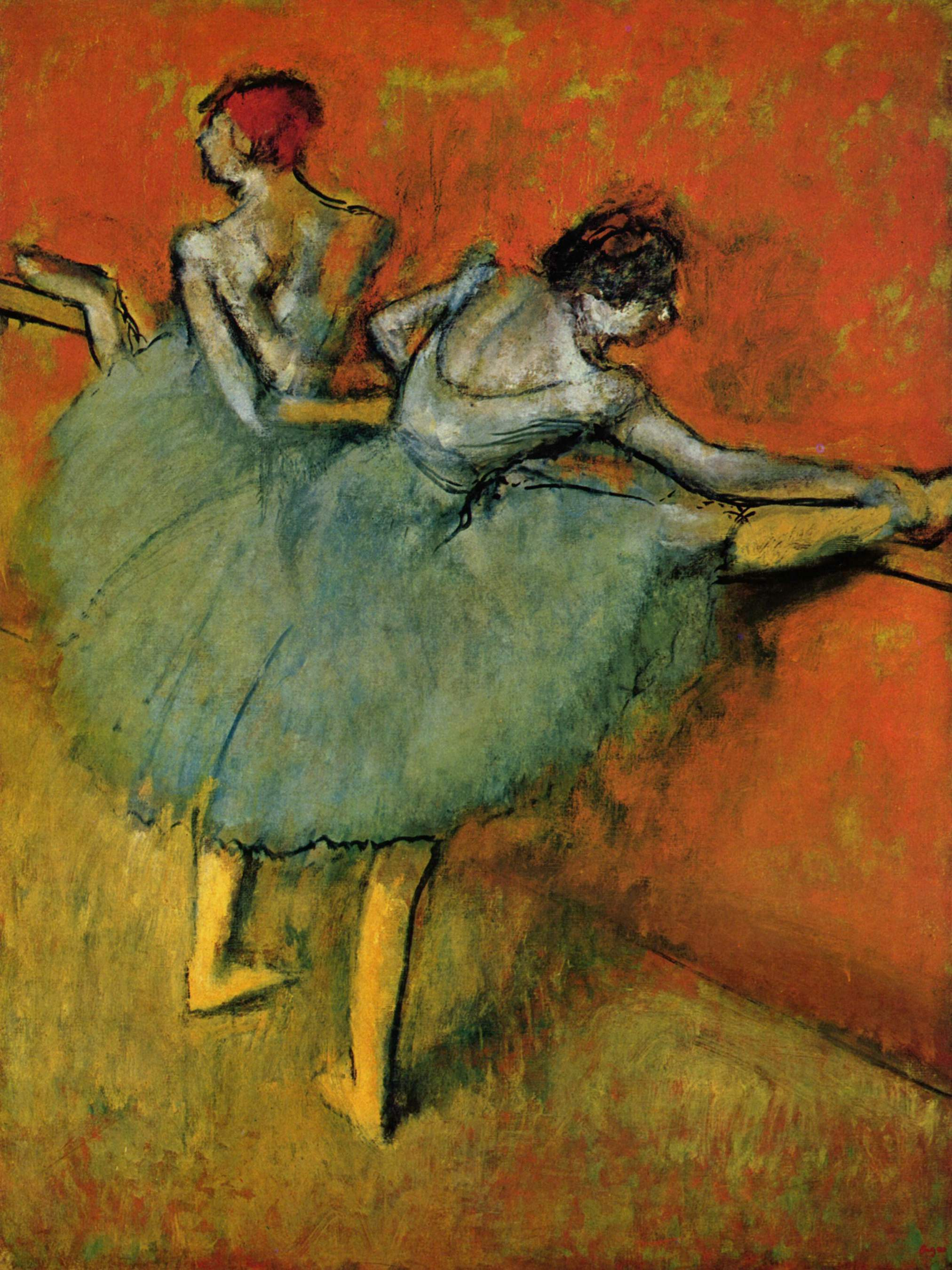
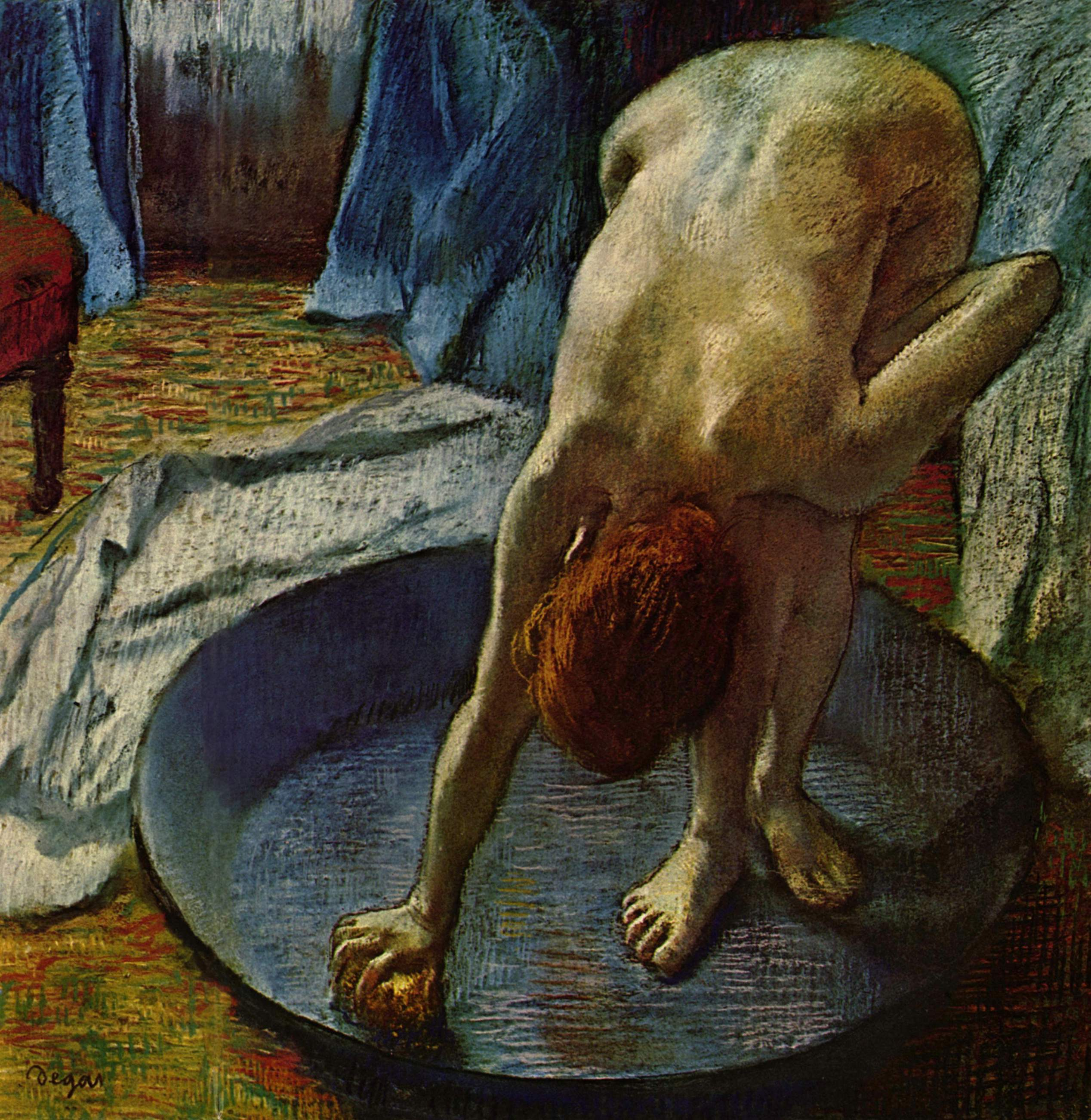
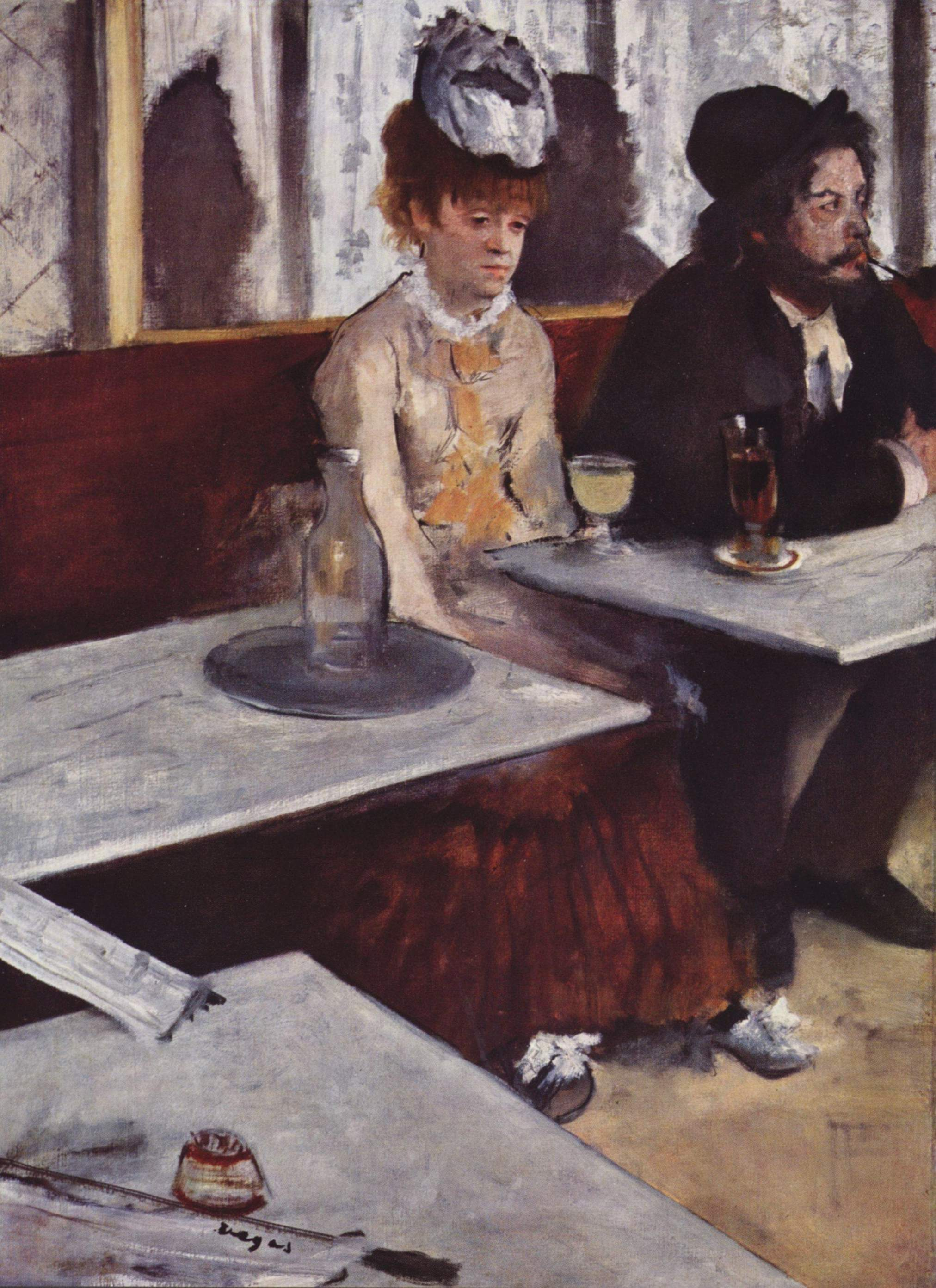
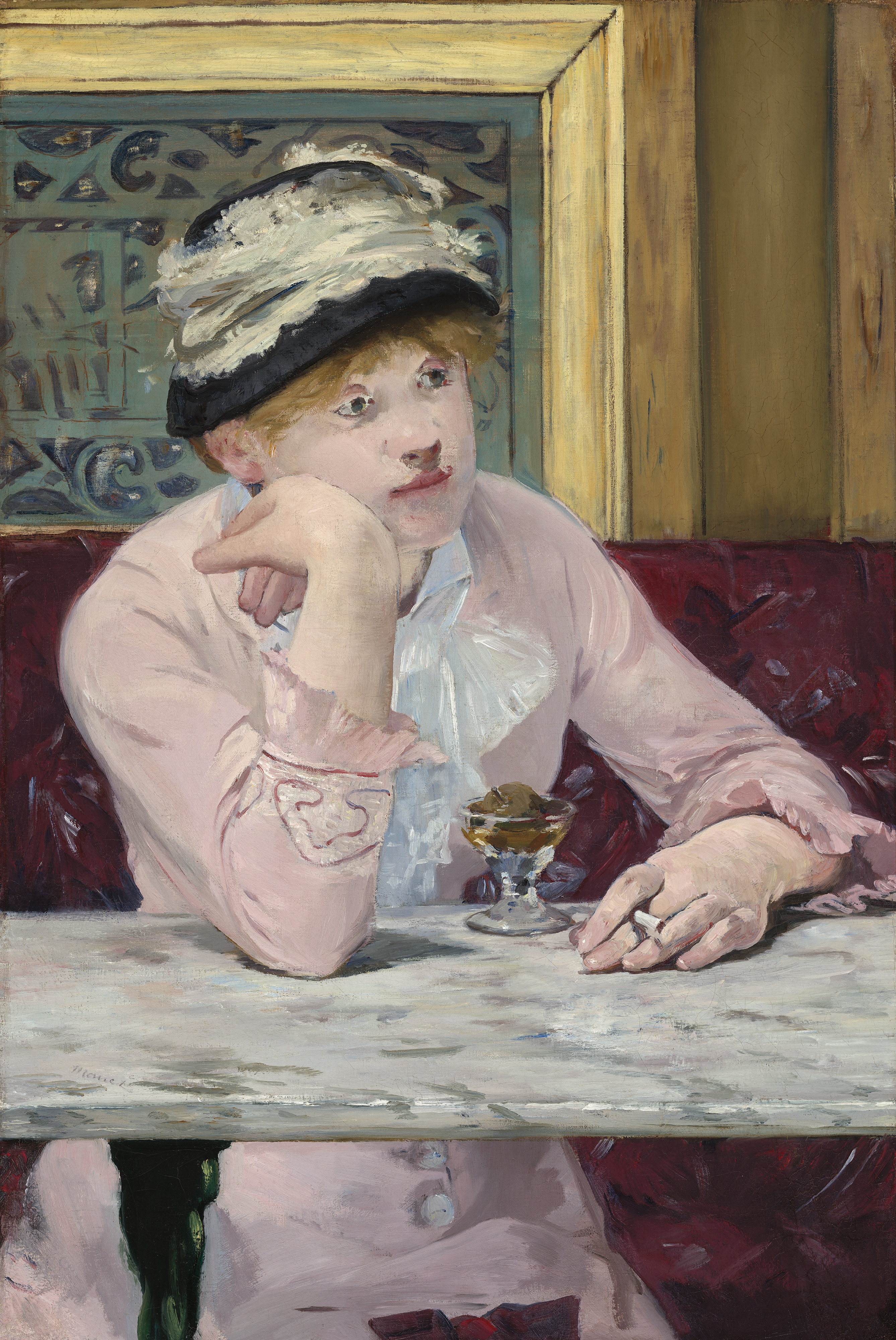
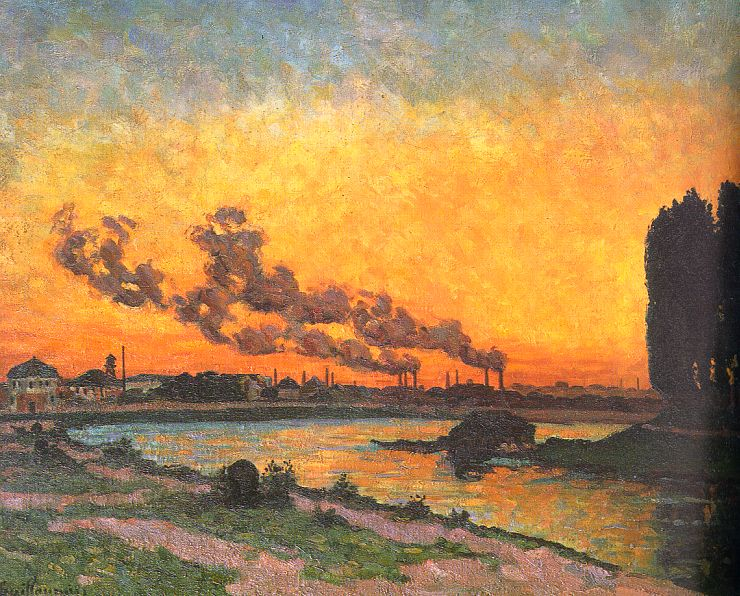
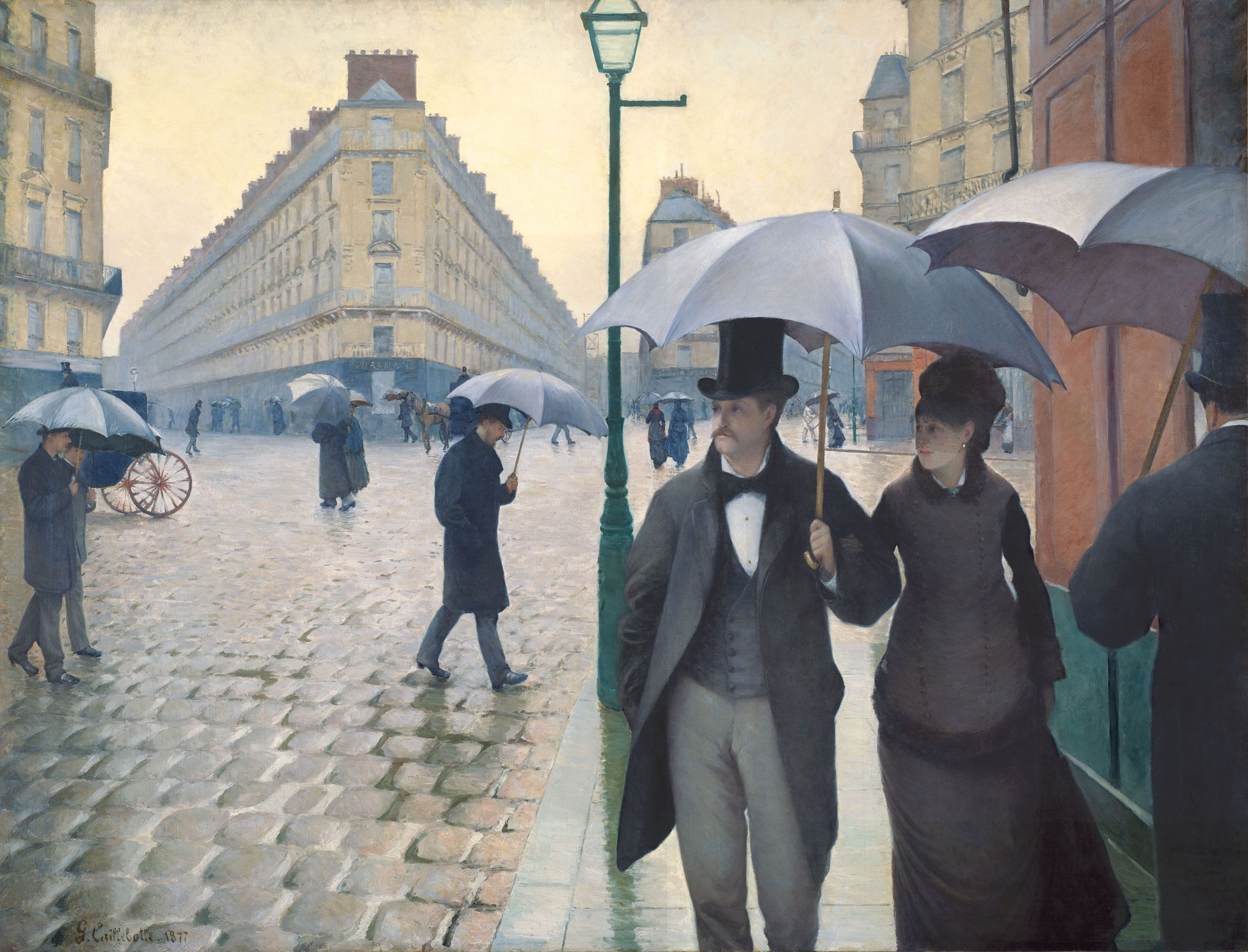
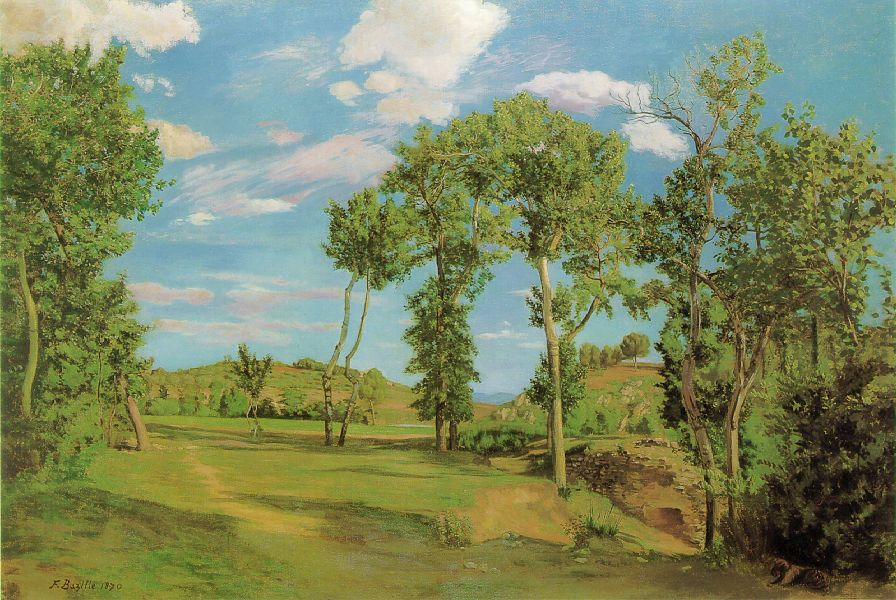

## هنرمندان مطرح
| نام نقاش                                          | چهره | نمونه کار | یادداشت |
| ------------------------------------------------- | ---- | --------- | --- |
| کامی پیسارو Camille Pissarro (۱۸۳۰–۱۹۰۳)          |      |           | پیسارو نقاشی است که نه تنها او را بنیان‌گذار امپرسیونیسم (امپرسیونیسم) می‌دانند، بلکه وی را استاد چهار نقاش بزرگ پست‌امپرسیونیسم، از جمله سزان، گوگن و ون‌گوک، می‌خوانند. او از استادان پل گوگن بود. رنوار چهره نگاره‌های پیسارو از مردم عادی را انقلابی می‌خواند. وی تنها هنرمندی بود که آثارش بین سال‌های ۱۸۷۴ و ۱۸۸۶ در هر هشت نمایشگاه آثار امپرسیونیستی پاریس به معرض نمایش درآمدند. |
| ادوار مانه Édouard Manet (۱۸۳۲–۱۸۸۳)              |      |           | او در هیچ‌یک از نمایشگاه‌های امپرسیونیستی شرکت نمی‌کرد. |
| ادگار دگا Edgar Degas (۱۸۳۴–۱۹۱۷)                 |      |           | او از اصطلاح امپرسیونیسم بیزار بود. |
| آلفرد سیسلی Alfred Sisley (۱۸۳۹–۱۸۹۹)             |      |           | |
| پل سزان Paul cezanne (۱۸۳۹–۱۹۰۶)                  |      |           | هرچند او بعدها از جنبش امپرسیونیستی جدا شد. |
| کلود مونه Claude Monet (۱۸۴۰–۱۹۲۶)                |      |           | پرکارترین امپرسیونیست و کسی که زیبایی‌شناسی آنان را بهتر از بقیه به نمایش درمی‌آورد. |
| فردریک بازیل Frédéric Bazille (۱۸۴۱–۱۸۷۰)         |      |           | |
| پیر اگوست رنوآر Pierre-Auguste Renoir (۱۸۴۱–۱۹۱۹) |      |           | |
| برت موریسو Berthe Morisot (۱۸۳۹–۱۹۰۶)             |      |           | او و پیسارو تنها کسانی هستند که آثارشان را در تمام نمایشگاه‌های امپرسیونیستی اصلی به نمایش گذاشتند. موریسو به عنوان یک نقاش دریافتگر صحنه‌هایی را که یک خانم خرده‌بورژوا در زندگی خود با آن مواجه است به تصویر می‌کشد، که بیشتر شامل تصاویر خانوادگی، بچه‌ها، بانوان، گردش‌های آخر هفته و غیره است.                                                                                     |
| مری کست Mary Cassatt (۱۸۳۹–۱۹۰۶)                  |      |           | در آمریکا زاده شد و پاریس می‌زیست. او در چهار نمایشگاه امپرسیونیستی شرکت کرد. |
| گوستاو کایبوت Gustave Caillebotte (۱۸۴۸–۱۸۹۴)     |      |           | او که از دیگران جوان‌تر بود در میانه‌های دهه ۱۸۷۹ به نقاشان دیگر این سبک پیوست. |

## جدول زمانی: دوران زندگی نقاشان اصلی دریافتگر
نقاشان دریافتگر